# Mohamed Saqr
Mohamed Ahmed Saqr (ur. 17 maja 1981) – katarski piłkarz, senegalskiego pochodzenia, występujący na pozycji bramkarza w klubie Al-Sadd.

## Kariera piłkarska
Mohamed Saqr jest wychowankiem klubu Al-Sadd. W jej barwach rozegrał 37 ligowych spotkań W tym zespole grał od sezonu 2000/2001. Przed sezonem 2003/2004 jest piłkarzem Al-Sadd - drużyny grającej w Q-League. Do tej pory w tych rozgrywkach występował ponad 100-krotnie, jako piłkarz Al-Sadd.
Saqr jest także wielokrotnym reprezentantem Kataru. W drużynie narodowej zadebiutował w 2003 roku. Został również powołany na Puchar Azji 2007, gdzie jego drużyna zajęła ostatnie miejsce w grupie. On sam wystąpił we wszystkich meczach tej fazy rozgrywek: z Japonią (1:1), Wietnamem (1:1) i Zjednoczonymi Emiratami Arabskimi (1:2).